# 真凸函数
在数学分析， 特别是凸分析与最优化中， 凸函数 f 在扩展实数线上的取值若满足存在 x 使得
{\displaystyle f(x)<+\infty }
同时对所有 x 满足
{\displaystyle f(x)>-\infty }
称被称作真凸函数。 这意味着，若凸函数为“真”， 则其有效域非空，值不为 {\displaystyle -\infty }.。
不满足真条件的凸函数被称作“非真凸函数”。
若函数 g 的负函数 {\displaystyle f=-g} 为真凸函数， 则 g 为“真凹函数”。

## 性质
对于Rn 上任意真凸函数f， 存在Rn上的 b 与实数 β， 使得所有 x满足
{\displaystyle f(x)\geq x\cdot b-\beta }
两个真凸函数的和未必保持真与凸的性质。举例来说， 假设集合 {\displaystyle A\subset X} 与 {\displaystyle B\subset X} 均为向量空间 X 上的非空 凸集， 那么特征函数 {\displaystyle I_{A}} 和 {\displaystyle I_{B}} 为真凸函数， 但是当 {\displaystyle A\cap B=\emptyset } 时， {\displaystyle I_{A}+I_{B}} 始终等于 {\displaystyle +\infty }.
两个真凸函数的卷积下确界为凸函数， 但未必是真凸。